# Cheumatopsyche comis
Cheumatopsyche comis är en nattsländeart som beskrevs av Arnold 1961. Cheumatopsyche comis ingår i släktet Cheumatopsyche och familjen ryssjenattsländor. Inga underarter finns listade i Catalogue of Life.